# Auguste-Louis de Staël-Holstein
 (novembre 2024).
Si vous disposez d'ouvrages ou d'articles de référence ou si vous connaissez des sites web de qualité traitant du thème abordé ici, merci de compléter l'article en donnant les références utiles à sa vérifiabilité et en les liant à la section « Notes et références ».
Le baron Auguste-Louis de Staël-Holstein est un littérateur, philanthrope, fils aîné de Germaine de Staël, né à Paris en 1790 et mort à Coppet en 1827.

## Biographie
Il est le troisième enfant et premier garçon du baron Erik Magnus Staël von Holstein (1749-1802), diplomate suédois à Paris et de son épouse Germaine de Staël plus connue sous le nom de Madame de Staël. Il a été dit qu'il serait le fils biologique du comte de Narbonne (1755-1813), qui serait lui-même le fils illégitime du roi Louis XV. Ses deux sœurs aînées meurent en bas âge.
Il passa ses premières années à Coppet, où Necker et sa mère dirigèrent sa première éducation. Il suivit pendant quelque temps les cours d’une école protestante de Genève, puis vint avec sa mère à Paris. Lorsque sa mère fut exilée de France par Bonaparte, il retourna avec elle en Suisse, voyagea ensuite en Allemagne et reçut des leçons de Schlegel.
Pour obtenir la fin de l’exil de sa mère, il alla voir Napoléon à Chambéry et fit preuve dans cette entrevue, dont le résultat fut négatif, de beaucoup de présence d’esprit et de dignité. De retour à Coppet, il s’occupa d’une façon toute particulière d’économie rurale.
Après la chute de Bonaparte, le baron de Staël revint à Paris, où sa mère venait d’accourir. Il fit alors divers voyages en Angleterre et dans le midi de la France, et fit, comme un des chefs de la Société biblique, une active propagande protestante. Possesseur d’une grande fortune, il la consacra à des œuvres de bienfaisance, au perfectionnement des méthodes de culture, et s’occupa avec zèle  de l’abolition de la traite des Noirs.
Il se marie en 1827 à Adèle Vernet. Il habite à Paris un hôtel particulier qui deviendra le 10 rue de Solférino (la rue n'a été percée que sous le Second Empire).

## Œuvres
Ses Œuvres diverses ont été réunies en 1829 (3 vol. in-8°), avec une notice biographique, par la duchesse de Broglie, sa sœur. Parmi ses écrits, inspirés par des idées essentiellement libérales, nous citerons : Du nombre et de l’âge des députés (Paris, 1819, in-8°) ; le Renouvellement intégral de la Chambre (1818, in-8°) ; Notice sur M. Necker (in-8°) ; Lettres sur l’Angleterre (1825, in-8°) ; Élégies (1827, in-8°), etc.
Engagé dans la lutte contre la traite d'esclaves, il est membre du Comité pour l’abolition de la traite des Noirs au sein de la Société de la Morale chrétienne. Après une étude en 1825 dans le port de Nantes où il constate par lui-même l'existence d'une traite clandestine, il fait circuler en 1826 des pétitions demandant l'abolition effective du trafic d'esclaves.

## Source
« Auguste-Louis de Staël-Holstein », dans Pierre Larousse, Grand dictionnaire universel du XIXe siècle, Paris, Administration du grand dictionnaire universel, 15 vol., 1863-1890 [détail des éditions].
Léonard Burnand, « Agir pour abolir : l'engagement antiesclavagiste d'Auguste de Staël », Cahiers staëliens : organe de la Société des études staëliennes,‎ 2014, p. 9-29 (lire en ligne )